# Федорович, Дарья Владимировна
Дарья Владимировна Федорович (род. 28 октября 1992) — белорусская и турецкая шашистка (международные и русские шашки), бронзовый призёр чемпионата мира по русским шашкам 2017 года, серебряный призёр чемпионата Европы 2016 года по русским шашкам, чемпионка Белоруссии по международным шашкам (2012, 2016), чемпионка Белоруссии по русским шашкам (2007, 2008, 2017).
Международный гроссмейстер (шашки-64) с 2014 года, международный мастер (MIF) шашки-100.
Сестра — белорусская шашистка Ольга Федорович.

## Спортивные достижения

### Русские и бразильские шашки
В 2007 году на чемпионате мира по бразильским шашкам заняла восьмое место.
На чемпионате Европы по русским шашкам 2008  года заняла третье место.
В 2009 году на чемпионате мира заняла двенадцатое место в полуфинале.
В 2013 году на чемпионате мира стала четвёртой.
В 2014 году чемпионат Европы завоевала серебро.
В 2015 году также заняла четвёртое место.
Серебряный призёр чемпионата мира 2015 в рапиде (бразильские шашки).
В 2016 году на чемпионат Европы завоевала серебро.
На чемпионате мира по русским шашкам 2017 года завоевала бронзу.
В 2025 году выступила на чемпионате Европы под флагом Турции (8 место).

### Международные шашки
На чемпионате Европы по международным шашкам 2012  года заняла двенадцатое место.
В 2016 году - пятое место.
В 2017 году в составе сборной Белоруссии заняла первое место на командном чемпионате Европы.
На чемпионате мира этого же года заняла 5 место.
В 2019 году на чемпионате мира стала бронзовым призёром.
В 2021 году на чемпионате мира заняла 8 место.